# Adenodolichos upembaensis
Adenodolichos upembaensis är en ärtväxtart som beskrevs av Rudolf Wilczek. Adenodolichos upembaensis ingår i släktet Adenodolichos och familjen ärtväxter. Inga underarter finns listade i Catalogue of Life.